# Borracharia

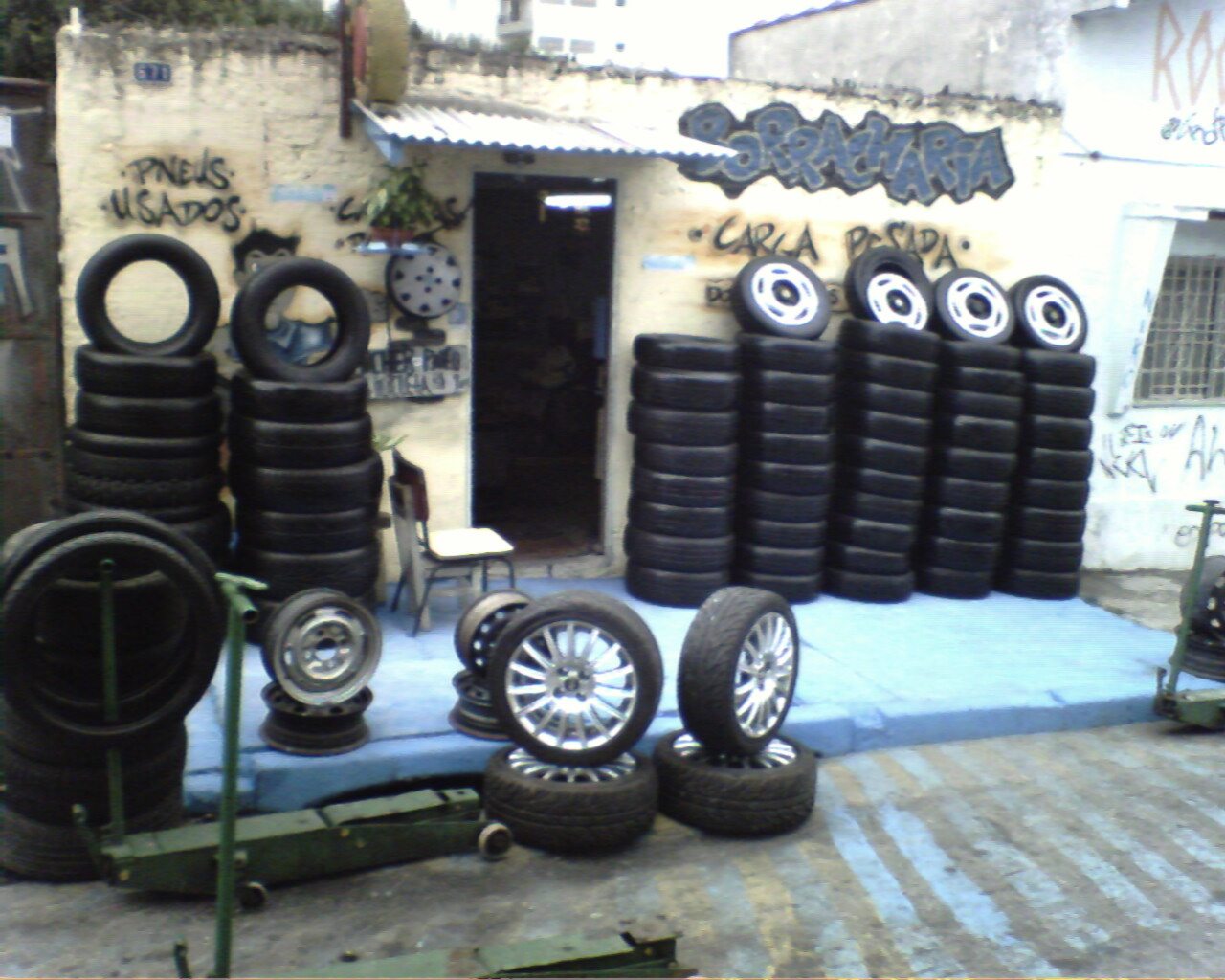
Uma típica borracharia da cidade de São Paulo

Borracharia é uma oficina de prestação de serviços relacionados à venda ou ao reparo de pneumáticos (pneus, câmaras de ar e afins). 
No Brasil, as borracharias   mais comuns, geralmente prestam os serviços de conserto de furos, calibragem, conserto de válvulas, serviços de trocas de pneus e rodas entre outros relacionados. Também costumam operar em horários alternativos e em locais distantes dos grandes centros, onde torna-se mais necessária sua utilização.